# إلبرت ديسارت بوتس
إلبِرت ديسارت بوتس (بالإنجليزية: Elbert Dysart Botts)‏ وُلد في 2 يناير 1893 وتوفِّي في 10 أبريل 1962، كان مُهندِسًا في دائرة نقل كاليفورنيا المعروفة باسم (كالترانز: Caltrans) انتُدِبَ للإشراف على البحث الَّذي قاد لتطوير نقاط بوتس ومن المُحتَمَل أنَّه قاد أيضًا لتطوير الإيبوكسي المُستَخدَم لإلصاقِها على الطَّريق.
ولد في ميزوري بولاية كاليفورنيا وكان أُستاذًا جامِعيًّا للكيمياء في كليَّة سان هوزيه عندما وُظِّفَ في كالترانز.
اختير أيضًا لقيادة قسم الأبحاث المَخبريَّة لكالترانز المعروف باسم (ترانزلاب: Translab) الَّذي واصَل فيه البحث البِدئيّ نحو تعريف أفضل الأشكال والمواد لواصمات الرَّصيف المَكشوطة. ولقد واصَل فريقه كثير من البحث في هذا المَجال على الطريق السَّريع في غرب ساكرامينتو في الرَّبيع من عام 1955، ذلك على الرُّغم من أنَّ الهدف الأوَّلي كان زيادة رؤية المَسارات وفي نفس الفترة اكتُشِفَت أنَّ نقاط بوتس توفِّر تنبيهًا لَمسيًّا.
طُوِّرَت نقاط بوتس في كالترانز كطريقة مُمكِنة لتخطِّي مُشكلة اختفاء الطِّلاء عند انغماره بالماء.
لم يَعِشْ بوتس ليرى نجاح بحثه؛ فقد مات في أبريل من عام 1962 وتُرِكَ بحثه حول النِّقاط طَيَّ النِّسيان، ولم يُذكَر حتَّى في نَعيه في جريدة ترانزلاب الدَّخِليَّة. لكن أُعيد اكتشاف بحثه بعد عامين من قِبَل قِسمه الَّذي يَرأسه الآن هربرت روني (بالإنجليزية: Herbert Rooney)‏ الَّذي قَرَّرَ مواصلة البحث حول واصِمات الرَّصيف المَكشوطة. في نفس الفترة، طُوِّرَ في ترانزلاب نمطٌ جديد من العواكِس المُرَبَّعَة البلاستيكيَّة الموزَّعة بينيًّا بين مجموعات من أربعة نقاط دائريَّة عديدة الإستِر أو إيبوكسيَّة. اختُبِرَ هذا النَّمَط لأوَّل مَرَّة على طول طريق بيولاياتي 80 قرب فاكافيل في 1965. لقد انتقلت ترانزلاب إلى الواصِمات الدَّائِريَّة الخَزَفِيَّة في 1966 وذلك لتفادي خطر أن تُغَطَّى النِّقاط بالمَطَّاط المَكشوط من العجلات.